# Liste der Monuments historiques in Vitry-sur-Seine
Die Liste der Monuments historiques in Vitry-sur-Seine führt die Monuments historiques in der französischen Stadt Vitry-sur-Seine auf.

## Liste der Bauwerke
| Bezeichnung       | Beschreibung | Standort                       | Kennzeichnung | Schutzstatus | Datum | Bild           |
| ----------------- | ------------ | ------------------------------ | ------------- | ------------ | ----- | -------------- |
| Kirche St-Germain |              | Place de l’Église (Lage)       | PA00079921    | Classé       | 1862  | weitere Bilder |
| Hôtel particulier |              | 1, rue Édouard-Tremblay (Lage) | PA00079922    | Inscrit      | 1969  | weitere Bilder |

## Liste der Objekte
- Monuments historiques (Objekte) in Vitry-sur-Seine in der Base Palissy des französischen Kultusministeriums